# Sverige i världsmästerskapen i landsvägscykling 2015
Sverige i världsmästerskapen i landsvägscykling 2015, genom Svenska Cykelförbundet, deltog i världsmästerskapen i landsvägscykling 2015 i Richmond, Virginia, USA.
Damer
- Emilia Fahlin – (Elittävlingar – 4. Lag., 26. Lin.);
- Emma Johansson – (Elittävlingar – 5. Lin., 17. Tem.);
- Saara Mustonen – (Elittävlingar);
- Hanna Nilsson – (Elittävlingar – 74. Lin.);
- Ida Jansson – (Juniortävlingar – 10. Lin., 20. Tem.);
- Frida Knutsson – (Juniortävlingar – 25. Tem.);
- Selma Svarf – (Juniortävlingar – 61. Lin.).

Herrar
- Gustav Larsson – (Elittävlingar – 38. Tem.);
- Tobias Ludvigsson – (Elittävlingar – 5. Lag., 41. Tem.);
- Ludvig Bengtsson – (U-23-tävlingar – 107. Lin.);
- Lucas Eriksson – (U-23-tävlingar – 27. Lin.);
- Marcus Fåglum Karlsson – (U-23-tävlingar – 15. Tem., 81. Lin.);
- Gustav Höög – (U-23-tävlingar – 95. Lin.);
- Gustaf Andersson – (Juniortävlingar – 36. Tem.);
- Vincent Andersson – (Juniortävlingar – 90. Lin.);
- Erik Sandersson – (Juniortävlingar – 105. Lin.);